# Natascha Kampusch trifft
Natascha Kampusch trifft — телепередача в жанре ток-шоу, транслируемая каналом Puls 4 в 2008 году. Ведущей передачи была Наташа Кампуш. Изначально планировалось выпустить 6 эпизодов, однако были отсняты лишь 3 из них: с Ники Лаудой, Штефаном Рузовицки и Вероникой Феррес. Отзывы рецензентов на шоу были в целом положительными.

## История создания

### Истоки
Наташа Кампуш, похищенная в возрасте 10 лет техником Вольфгангом Приклопилем и проведшая в заточении более 8 лет, сразу после побега привлекла внимание прессы. Она сама предложила создать ток-шоу, где бы она была ведущей. Кампуш сказала, что хочет перестать быть пассивным предметом телепередач и газетных статей и принимать участие в создании информационной среды.
Работавшие с Кампуш психологи посчитали её инициативу свидетельствующей о том, что девушке удалось преодолеть своё недоверие к людям. Кампуш множество раз появлялась на телевидении, и благодаря этому опыту, по мнению психологов, она должна была быстро освоиться с новой профессией.
Планировать в дальнейшем, когда Кампуш выучит английский, вывести передачу на международный уровень.

### Съёмки
В конце 2007 года было объявлено, что за продюсирование шоу Кампуш возьмётся компания SevenOne Media. Рабочим названием передачи было выбрано Natascha Kampusch im Gespräch mit… (рус. Наташа Кампуш разговаривает с...). Тогда же стало известно, что первый эпизод будет снят в апреле 2008 года.
В первом эпизоде собеседником ведущей стал гонщик «Формулы-1» Ники Лауда. Сам Лауда сказал, что поначалу со скепсисом отнёсся к идее дать интервью жертве похищения. По словам гонщика, он перед съёмками встретился с Кампуш, чтобы выяснить, каковы её намерения. Съёмки эпизода проходили в Вене. Во время показа его посмотрели 114 тысяч зрителей.
Предполагалось, что программа будет выходить раз в месяц, чтобы Кампуш имела возможность проходить обучение в школе.

## Список эпизодов
| Показ           | Гость            | Съёмки        | Место съёмок | Зрители | Рейтинг |
| --------------- | ---------------- | ------------- | ------------ | ------- | ------- |
| 1 июня 2008     | Ники Лауда       | апрель 2008   | Вена         | 114 000 | 4,7 %   |
| 17 августа 2008 | Штефан Рузовицки | июль 2008     | Вена         | 32 000  | 1,4 %   |
| 5 октября 2008  | Вероника Феррес  | сентябрь 2008 | Мюнхен       | 46 000  | 1,7 %   |

## Критика
Кампуш предполагала, что её решение выйти на публику и вести собственную передачу вызовет критическую реакцию. Однако отзывы рецензентов и телезрителей были в целом положительными.